# Austrocylindropuntia hirschii
Austrocylindropuntia hirschii es una especie de plantas fanerógamas de la familia Cactaceae. Actualmente es considerada como sinónimo de Austrocylindropuntia floccosa.

## Descripción
Es un pequeño cactus con segmento globoso o cilíndrico, de hasta 3 cm de diámetro; con hojas de hasta 5 mm de largo con 1 a 3 espinas. Tiene flores rojas de 4 cm de ancho.

## Distribución
Se encuentra en Perú en el Departamento de Áncash donde es común en altitudes de aproximadamente 4000 metros.

## Taxonomía
Austrocylindropuntia hirschii fue descrita por (Backeb.) E.F.Anderson y publicado en Cactus and Succulent Journal 71(6): 324. 1999.
Etimología
Austrocylindropuntia: nombre genérico con el prefijo australis = "sur" y el nombre del género Cylindropuntia con lo que alude a que es la "Cylindropuntia del Sur".
hirschii: epíteto otorgado en honor del botánico alemán Gerhard Hirsch, que junto con Werner Rauh trabajó en el Instituto Botánico de Heidelberg y le acompañó en 1954 a su expedición al Perú.
Sinonimia
- Tephrocactus hirschii basónimo
- Opuntia hirschii[4][5]